# علي البليهي
علي هادي محمد البليهي (مواليد 21 نوفمبر 1989) هو لاعب كرة قدم سعودي محترف في مركز قلب الدفاع، مثل منتخب السعودية منذ عام 2018، لعب لعدة أندية يعتبر أهمها مسيرته الاحترافية في نادي الهلال قادماً من نادي الفتح السعودي بعقد يمتد ثلاثة مواسم خلال فترة الانتقالات الصيفية عام 2017، بعدما بحثت إدارة نادي الهلال عن لاعب مدافع لتدعيم دكة البدلاء، ووقع الاختيار على ظهير نادي الفتح علي البليهي في تلك الفترة، منذ انتقاله لصفوف نادي الهلال لم يكن ضمن قائمة المدير الفني الأرجنتيني رامون دياز المشاركة بصفة دورية حيث شارك في مباريات معدودة. ومع قرب نهاية الموسم بالرغم من مشاركته المعدودة برز كمدافع مميز في خط دفاع الهلال، بين مركز قلب الدفاع ومركز الظهير الأيسر، ليقع اختيار خوان أنطونيو بيتزي مدرب المنتخب السعودي عليه كأحد اللاعبين الذي يرغب في التأكد من جاهزيتهم قبل السفر إلى نهائيات مونديال روسيا 2018.

## مسيرته المحلية
لعب سابقاً لنادي الأمل أحد أندية الدرجة الثالثة ونادي النهضة ووقع مع الفتح في عام 2015 عقد احترافي لمدة 3 سنوات بمبلغ 20 مليون ريال[بحاجة لمصدر] ولعب معهم موسمين وبعدها انتقل للعب مع نادي الهلال.

## الإنجازات

### نادي الهلال
- دوري المحترفين السعودي: 2017–18، 2019–20، 2020–21، 2021–22، 2023–24
- كأس خادم الحرمين الشريفين: 2019–20، 2022–23، 2023–24
- كأس السوبر السعودي: 2018، 2021، 2023
- دوري أبطال آسيا: 2019، 2021

## مسيرته الدولية
- في يونيو عام 2018، تم اختيار البليهي وضمه إلى التشكيلة النهائية للمنتخب السعودي والمُشاركة بمونديال كأس العالم 2018 في روسيا.[6]
- شارك البليهي ضمن التشكيلية الأساسية للمنتخب السعودي في كأس العالم 2022 في قطر.[7]

## الاحصائيات

### النادي
آخر تحديث المباراة التي لعبت في 18 سبتمبر 2023.
| النادي        | الموسم        | الدوري | الدوري  | كأس الملك | كأس الملك | آسيا   | آسيا    | أخرى   | أخرى    | المجموع | المجموع |
| النادي        | الموسم        | الظهور | الأهداف | الظهور    | الأهداف   | الظهور | الأهداف | الظهور | الأهداف | الظهور  | الأهداف |
| ------------- | ------------- | ------ | ------- | --------- | --------- | ------ | ------- | ------ | ------- | ------- | ------- |
| الفتح         | 2015–16       | 24     | 0       | 1         | 0         | —      | —       | 1      | 0       | 26      | 0       |
| الفتح         | 2016–17       | 23     | 1       | 2         | 0         | 6      | 0       | 2      | 1       | 33      | 2       |
| الفتح         | المجموع       | 47     | 1       | 3         | 0         | 6      | 0       | 3      | 1       | 59      | 2       |
| الهلال        | 2017–18       | 5      | 0       | 1         | 0         | 4      | 0       | —      | —       | 10      | 0       |
| الهلال        | 2018–19       | 25     | 3       | 0         | 0         | 14     | 2       | 8      | 0       | 47      | 5       |
| الهلال        | 2019–20       | 14     | 2       | 6         | 0         | 3      | 0       | 3      | 0       | 26      | 2       |
| الهلال        | 2020–21       | 16     | 2       | 0         | 0         | 6      | 1       | 0      | 0       | 22      | 3       |
| الهلال        | 2021–22       | 22     | 3       | 3         | 0         | 7      | 0       | 3      | 0       | 35      | 3       |
| الهلال        | 2022–23       | 22     | 1       | 2         | 1         | 5      | 0       | 5      | 0       | 34      | 2       |
| الهلال        | 2023–24       | 32     | 2       | 4         |           | 12     | 1       | 8      |         | 56      | 3       |
| المجموع       | المجموع       | 136    | 13      | 14        | 0         | 55     | 4       | 25     | 0       | 163     | 15      |
| المجموع الكلي | المجموع الكلي | 142    | 12      | 13        | 0         | 40     | 3       | 20     | 1       | 222     | 17      |

1. 1 2  الظهور في كأس ولي العهد السعودي
2. ↑  الظهور ست مرات في كأس العرب للأندية الأبطال, وظهور واحد في كأس السوبر السعودي، وظهور واحد أيضًا في كأس السوبر المصري السعودي
3. ↑  ظهور في كأس العالم للأندية
4. ↑  ظهور واحد في كأس السوبر السعودي, وظهورين في كأس العالم للأندية
5. ↑  ظهور واحد في كأس السوبر السعودي، وظهورين في كأس العالم للأندية
6. ↑  الظهور في كأس السوبر السعودي، وفي كأس العرب للأندية الأبطال 2023

### إحصائياته الدولية
اعتباراً من 10 فبراير 2023
| المنتخب السعودي | المنتخب السعودي | المنتخب السعودي |
| السنة           | الظهور          | الأهداف         |
| --------------- | --------------- | --------------- |
| 2018            | 11              | 0               |
| 2019            | 6               | 0               |
| 2020            | 2               | 0               |
| 2021            | 8               | 0               |
| 2022            | 13              | 0               |
| 2023            | 3               | 1               |
| المجموع         | 43              | 1               |

## روابط خارجية
- علي البليهي على موقع الاتحاد الدولي (مؤرشف)  (الإنجليزية)
- علي البليهي على موقع قاعدة بيانات كرة القدم.إي يو (الإنجليزية)
- علي البليهي على موقع ناشيونال فوتبول تيمز (الإنجليزية)
- علي البليهي على موقع Soccerway.com (الإنجليزية)
- علي البليهي على موقع عالم كرة القدم.نت (الإنجليزية)